# Gamopétale

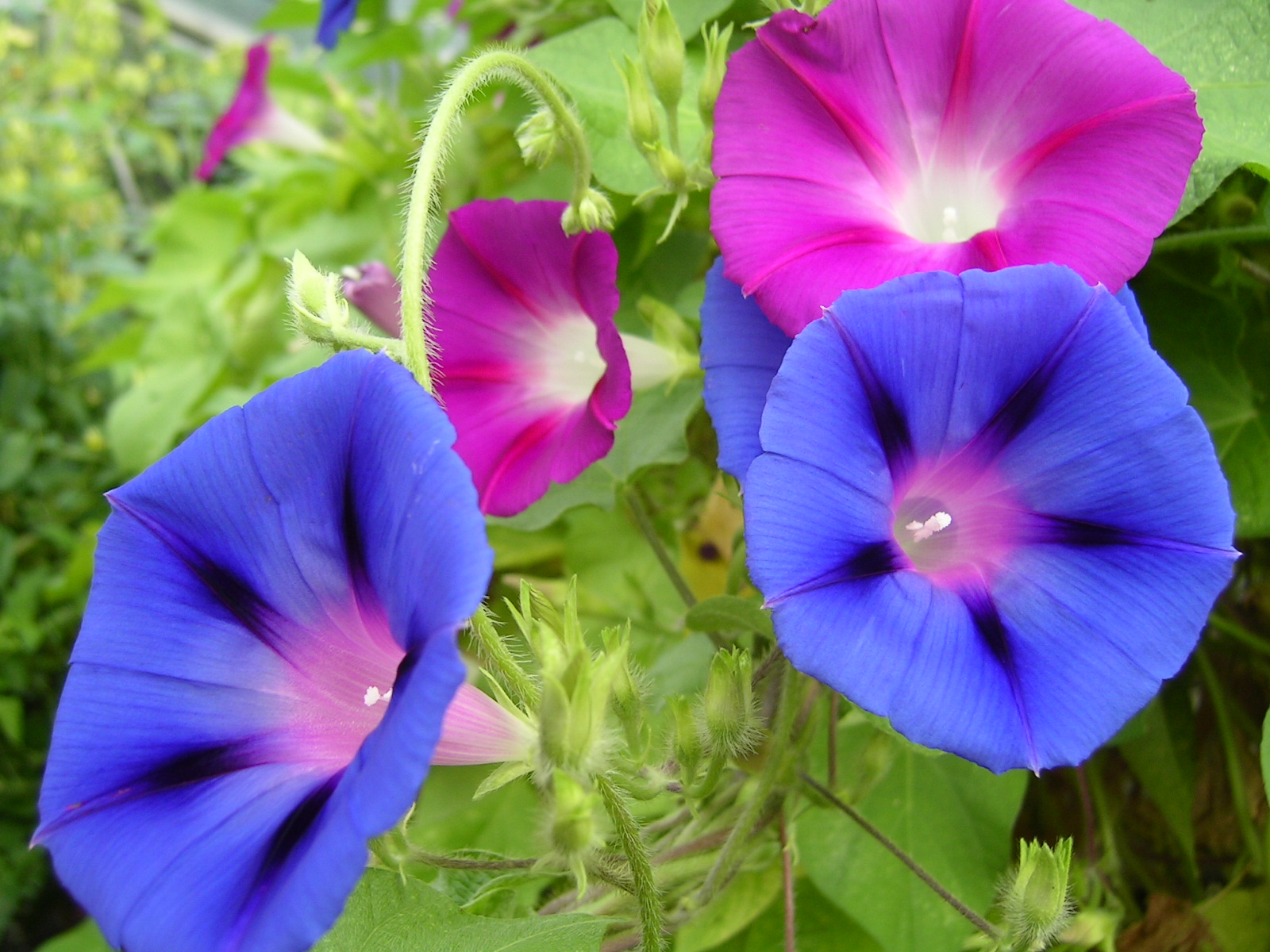
Ipomoea purpurea à fleurs gamopétales infundibuliformes

Une fleur est dite gamopétale ou sympétale quand ses pétales sont soudés entre eux. La fusion s'opère sur une longueur plus ou moins importante, formant un étui, une coupe ou un tube. La gamopétalie ou sympétalie est un caractère descriptif qui n'a pas de stricte valeur taxonomique dans l'optique phylogénétique, mais a été amplement utilisé en classification classique.

## Différentes formes
La corolle gamopétale peut être rotacée, comme chez la bourrache officinale, tubuleuse ou en entonnoir, comme chez la plante corail, hypocratériforme, comme chez le jasmin blanc, urcéolé, comme chez les muscaris ou les bruyères, campanulée, comme chez la campanule, ou encore infundibuliforme, comme chez le liseron des haies.

## Évolution

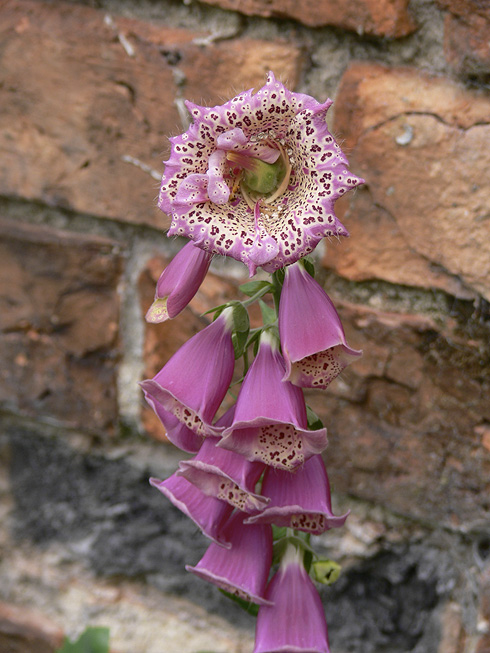
Corolles gamopétales chez la digitale pourpre (Digitalis purpurea) dont la fleur terminale, anormale, est pélorique

La gamopétalie et la réduction des pièces florales sont considérées souvent comme plus évoluées, assurant une meilleure protection des organes de la reproduction (masquage notamment des stigmates collants vis-à-vis de la poussière, des grains de pollen d'autres espèces, de spores de champignons et d'autres pathogènes). La gamopétalie est de plus considérée comme une étape supplémentaire dans la coévolution plante-animal pollinisateur en sélectionnant les animaux spécialisés dirigés plus efficacement dans une fleur à la corolle soudée.